# Pepper Ann
Pepper Ann es una serie de televisión estadounidense de dibujos animados, creada por Sue Rose y producida por Walt Disney Television Animation. La protagonista de la historia es Pepper Ann Pearson, una joven que afronta situaciones recurrentes de la adolescencia. Se emitió por primera vez el 13 de septiembre de 1997 y permaneció en antena hasta el 30 de noviembre de 2001, con un total de cinco temporadas estrenadas en el bloque de animación infantil de la cadena ABC.
Se trata de la primera serie animada de Disney dirigida por una mujer, así como en incluir a una chica como protagonista.

## Argumento
Pepper Ann Pearson es una chica de 12 años, con una personalidad peculiar e imaginativa, que vive en un suburbio de Pensilvania con su madre y su hermana menor. A lo largo de la serie afronta temas recurrentes de la adolescencia desde su propia experiencia. Como estudiante de secundaria se debate entre la aceptación del grupo y la necesidad de seguir siendo ella misma. En todos los episodios está acompañada de sus dos mejores amigos: el artista Milo y la joven perfeccionista Nicky.
Casi todas las historias de Pepper Ann son autoconclusivas y siguen un esquema similar: la protagonista se enfrenta a un dilema moral, toma la decisión equivocada, trata de rectificar el error y aprende una lección. La serie obtuvo la clasificación por edad «TV-Y7» en Estados Unidos y aborda distintos asuntos para todos los públicos, especialmente infancia y adolescentes, desde un enfoque femenino. En palabras de la propia autora, «tratamos temas importantes como el divorcio y también otros que los adultos podrían juzgar insignificantes, como la ropa o ligar, pero que para una niña de 12 años lo son todo».
Cada episodio incluye dos capítulos independientes de 11 minutos, excepto los especiales que duran 22 minutos. En total se produjeron 65 episodios con 113 capítulos a lo largo de cinco temporadas.

## Historia
La autora de Pepper Ann es Sue Rose, una dibujante conocida por haber creado a Fido Dido (junto con Joanna Ferrone) a finales de los años 1980.
El personaje surgió de una serie de tiras cómicas que Rose publicaba a mediados de los años 1990 en la revista juvenil YM, donde una joven imaginativa expresa sus sentimientos sobre la adolescencia. En esta obra Pepper Ann estaba sola y era más mayor que en el producto final. La autora quiso transformarla en una serie de dibujos animados con enfoque femenino, y terminó presentando un proyecto al canal infantil Nickelodeon en 1996.
Durante el desarrollo del episodio piloto, Rose se puso en contacto con el animador Tom Warburton para que diseñara a todo el elenco, pues la Pepper Ann original era muy similar a Fido Dido. Nickelodeon terminó rechazando la idea por cambios en la directiva y Rose obtuvo el visto bueno de otro estudio, Walt Disney Television Animation, que en aquella época ya estaba produciendo Doug y Recess.
El primer episodio fue estrenado el 13 de septiembre de 1997 en Disney's One Saturday Morning, el bloque de programación infantil de la cadena ABC. Pepper Ann se convertía así en la primera serie de dibujos animados de Disney que había sido creada y dirigida por una mujer. Rose asumió la producción ejecutiva junto con Nahnatchka Khan, mientras que Warburton se mantuvo al frente del diseño de personajes.
Después de que el último capítulo se emitiese el 18 de noviembre de 2000, Pepper Ann continuó en redifusión por los canales de suscripción Disney Channel y Toon Disney hasta 2008. En 2022 fue incluida en el catálogo de la plataforma de streaming Disney+.

## Personajes
La siguiente lista solo recoge los personajes principales de la serie:
- Pepper Ann Pearson: la protagonista de la historia es una joven de 12 años con una personalidad enérgica, peculiar, atrevida e impredecible. Tiende a expresar sus emociones a través de la imaginación.[9]
- Nicky Little: es la mejor amiga de Pepper Ann y tiene una actitud calmada y perfeccionista. Es una de las pocas personas que puede entender los pensamientos de Pepper y tiende a ser la voz de la razón, aunque Pepper Ann no siempre la escucha.[5]
- Milo Kamalani: el otro mejor amigo de la protagonista, se trata de un joven artista en ocasiones incomprendido por su carácter excéntrico.[5]
- Lydia Pearson: la madre de Pepper Ann es una mujer divorciada que trabaja en una tienda de moda para mantener a su familia. Tiene una personalidad optimista y en ocasiones puede ser sobreprotectora, lo que avergüenza a la protagonista, pero al mismo tiempo es comprensiva con sus hijas.[5]
- "Moose" Pearson: la hermana menor de Pepper Ann tiene siete años, es una apasionada del monopatinaje y tiende a ser confundida con un chico por su forma de vestir y su tono de voz, algo que nunca le ha importado.[5]

## Actores de voz
| Personaje              | Actor original         | Actor de doblaje (América Latina) | Actor de doblaje (España) |
| Personajes principales | Personajes principales | Personajes principales            | Personajes principales    |
| ---------------------- | ---------------------- | --------------------------------- | ------------------------- |
| Pepper Ann             | Kathleen Wilhoite      | Elsa Covián                       | Vicky Martínez            |
| Nicky                  | Clea Lewis             | Leyla Rangel                      | Nuria Trifol              |
| Milo                   | Danny Cooksey          | Luis Daniel Ramírez               | Claudi Domingo            |
| Lydia                  | April Winchell         | Rebeca Manríquez                  | Julia Gallego             |
| "Moose"                | Pamela Adlon           | Alan Fernando Velázquez           | Gemma Ibáñez              |

## Episodios
| Temporada | Temporada | Episodios | Estados Unidos           | Estados Unidos          |
| Temporada | Temporada | Episodios | Comienzo                 | Final                   |
| --------- | --------- | --------- | ------------------------ | ----------------------- |
|           | 1         | 13        | 13 de septiembre de 1997 | 24 de enero de 1998     |
|           | 2         | 13        | 12 de septiembre de 1998 | 16 de enero de 1999     |
|           | 3         | 8         | 11 de septiembre de 1999 | 22 de enero de 2000     |
|           | 4         | 18        | 6 de febrero de 2000     | 27 de febrero de 2000   |
|           | 5         | 13        | 9 de septiembre de 2000  | 18 de noviembre de 2000 |